# Ramat Almogi
Ramat Almogi (hebrejsky: רמת אלמוגי, doslova Almogiho výšina) je čtvrť v jižní části Haify v Izraeli. Nachází se v administrativní oblasti Ramot ha-Karmel, v pohoří Karmel.

## Geografie
Leží v nadmořské výšce okolo 350 metrů, cca 4,5 kilometrů jižně od centra dolního města. Na jihozápadě s ní sousedí čtvrť Ramat Golda, na jihovýchodě Hod ha-Karmel, na severu Ramot Remez, na východě Savijonej ha-Karmel a Ramat Alon. Nachází se na vyvýšené terase, kterou ohraničují hluboká údolí, jimiž protékají četná vádí. Na jihozápadní straně je to Nachal Ovadja. Na severu terén klesá do povodí vádí Nachal Giborim. Údolí těchto sezónních toků jsou souvisle zalesněna. Hlavní dopravní osou této oblasti je třída Sderot Aba Chuši (lokální silnice číslo 672). Populace je židovská.

## Dějiny
Byla zřízena jako součást masivní bytové výstavby, která od poloviny 70. let 20. století probíhala v této části města, v jejímž rámci došlo k rozšíření rezidenčních ploch. Plocha této městské části dosahuje 0,32 kilometru čtverečního). V roce 2008 tu žilo 1970 lidí. Pojmenována je podle Josefa Almogiho, bývalého starosty Haify.